# Ignacio Astarloa
Ignacio Astarloa Huarte-Mendicoa (Madrid, 10 de septiembre de 1955) es un político español, presidente del Consejo Consultivo de la Comunidad de Madrid sustituyendo a Mariano Zabía Lasala.

## Biografía
Astarloa es licenciado en Derecho y en Ciencias Económicas y Empresariales por la Universidad Pontificia Comillas (ICADE). Es profesor de Derecho Parlamentario en el departamento de Derecho Público del Estado de la Universidad Carlos III de Madrid, y profesor de Derecho Constitucional en la Universidad Pontificia Comillas, ICADE, letrado de las Cortes Generales y Abogado. Fue subsecretario de Justicia (2000-2002) y secretario de Estado de Seguridad (2002-2004) durante el Gobierno de Aznar.
Es miembro de la Real Academia de Jurisprudencia y Legislación (desde el 23 de noviembre de 2020).

## Actividad Profesional
- Vocal Suplente de la Diputación Permanente
- Vocal de la Comisión Constitucional
- Portavoz de la Comisión de Justicia
- Vocal de la Comisión de Reglamento
- Presidente del Consejo Consultivo de la Comunidad de Madrid

## Cargos desempeñados
- Subsecretario de Justicia de España (2000-2002).
- Secretario de Estado de Seguridad de España (2002-2004).
- Diputado por Vizcaya en el Congreso de los Diputados (2004-2011).
- Diputado por Madrid del Partido Popular en el Congreso de los Diputados X Legislatura (Desde 13-12-2011 hasta 14-04-2014) en el Congreso de los Diputados
- Secretario de Libertades Públicas y Justicia del PP (2004-2008).

## Polémicas
En 2013, en un polémico indulto por parte del Gobierno de Mariano Rajoy a un conductor kamikaze cuya condena a trece años fue ratificada por el Tribunal Supremo, hubo personas que sospecharon de tráfico de influencias y lo relacionaron con Astarloa. El indulto fue concedido "con la oposición de la Audiencia Provincial, la Fiscalía y las víctimas, estamentos a los que se consulta antes de ejecutar la medida de gracia. Solo el centro penitenciario emitió informes favorables a la excarcelación del preso."  La Sección Tercera estimó el recurso presentado por la familia del fallecido solicitando la declaración de nulidad de la medida de gracia concedida a propuesta del Ministerio de Justicia. Según el recurrente, este indulto fue el único de España dado a un kamikaze en el que el condenado no había cumplido al menos la mitad de la condena. Su pena fue conmutada por el pago de 4.000 euros y el preso solo cumplió diez meses de cárcel.

## Premios
- ̈Premio FIES de periodismo, por su artículo "40 años de monarquia parlamentaria", publicado en ABC, 21 de octubre de 2018.[4]